# Друст III
Друст III (*Drust III, д/н — 530/531) — король піктів у 522/526—530/531 роках.

## Життєпис
Походив з роду вождів піктів, якого саме племені — достеменно невідомо. Син вождя Вудроста. Про точний час початку панування нічого невідомо: можливо, почав правити у 518, 522 або 526 році. За Піктською хронікою після смерті Галана I розділив владу над Піктією з Друстом, сином Гірома.
За деякими відомостями, володіння Друста III межували зі Стратклайдом та Дал Ріадою. Висувається версія, що цей король прийняв християнство, але цей факт не підтверджено. Про факти правління немає відомостей, напевне, більшу частину провів у війні з Друстом IV. Помер у 530 або 531 році, можливо, у цій війні. Об'єднувачем Піктії став Друст IV.